# Epirama mirpurensis
Epirama mirpurensis är en insektsart som beskrevs av Muhammad Sharif Khan 1973. Epirama mirpurensis ingår i släktet Epirama och familjen vedstritar. Inga underarter finns listade i Catalogue of Life.